# 04 Limited Sazabys
A 04 Limited Sazabys (フォーリミテッドサザビーズ) japán rockegyüttes, amely 2008-ban alakult Nagojában.

## Történet
A zenekart 2008-ban alapította Gen énekes és basszusgitáros, Hirokaz és Ryu-ta gitárosok és Udo dobos, Nagojában. Az együttes nevét Udo találta ki, aki eredetileg „04 Limited Sazabi” (04 Limited ○○がいい) névvel rukkolt elő, ahol a „Sazabi” egy, a Mobile Suit Gundam: Char's Counterattack című animefilmben megjelent mobile suitból ered, míg a „04” annak típusszámára (MSN–04) utal.
Az együttes bemutatkozó kislemeze 2010. július 20-án jelent meg standing here címmel, melyet augusztus 24-én a Run Run Run Records/LD&K kiadó jóvoltából a „Marking all!!!” című középlemez követett. November 11-én Udo kilépett az együttesből, helyére 2011 januárjában Kouhei érkezett. 2012. május 2-án Antenna címmel kislemezt jelentettek meg. A zenekar 2013 áprilisában átkerült a No Big Deal Records lemezkiadóhoz, majd május 15-én „sonor” címmel megjelentették második középlemezüket, melyet egy harmincöt állomásos koncertsorozattal támogattak. Ez volt a 04 Limited Sazabys első kiadványa, amely felkerült az Oricon eladási listájára, a kilencvenkettedik helyen. 2014. február 12-én „monolith” címmel újabb középlemezük jelent meg, melyet egy tizenhárom állomásos turnéval támogattak. Szeptember 3-án Yon címmel megjelent első szélesebb körben terjesztett kislemezük, amely a huszonnyolcadik helyezést érte el az Oricon heti kislemezlistáján.
2015. január 26-án a Nippon Columbia bejelentette, hogy leszerződtette az együttest. 2015. április 1-jén „Cavu” címmel megjelent a nagykiadós bemutatkozó stúdióalbumuk. 2015 októberétől a J-Wave The Kings Place című rádióműsorának szerdai házigazdái lettek, a műsort egészen 2017 szeptemberéig vezették. 2015. október 28-án Toy címmel megjelent a nagykiadós bemutatkozó kislemezük, amely a huszadik helyezést érte el az Oriconon. A kiadványt november 13-a és december 10-e között egy koncertsorozattal támogatták.
2016. április 2-án és 3-án „Yon Fes 2016” néven szabadtéri könnyűzenei fesztivált rendeztek, melyre több mint 20 000 jegyet váltottak. 2016. június 1-jén Aim címmel újabb kislemezt jelentettek meg, melyet június 8-a és július 9-e között egy koncertsorozattal támogattak. Szeptember 14-én „eureka” címmel megjelentették második stúdióalbumukat, melyet két koncertsorozattal is támogattak. 2017. február 11-én szólókoncertet adtak a Nippon Budókan arénában, majd április elején megtartották a második Yon Fest.